# Udestedt
Udestedt település Németországban, azon belül Türingiában. Lakosainak száma 754 fő (2023. december 31.). Udestedt Großrudestedt, Kleinmölsen, Großmölsen, Ollendorf és Eckstedt községekkel határos.

## Népesség
A település népességének változása:
| Lakosok száma | 790  | 770  | 784  | 763  | 754  |
|               | 2017 | 2019 | 2021 | 2022 | 2023 |